# Cudze szczęście
Cudze szczęście – polsko-niemiecki film obyczajowy w reżyserii Mirosława Borka z 1998 roku.

## Obsada
- Paweł Krucz – Tomek Kowalski
- Maciej Robakiewicz – Paweł Kowalski
- Danuta Stenka – Anna Kowalska
- Jan Machulski – Dziadek
- Grzegorz Ruda – Oskar Schneider
- Susanne Luning – Maria Schneider
- Oliver Stritzel – Horst Schneider
- Piotr Fronczewski – Jerzy, lekarz, przyjaciel Kowalskich
- Grażyna Wolszczak – Ewa, przyjaciółka Anny
- Marcin Troński – chirurg
- Piotr Dejmek – lekarz
- Halina Winiarska – sąsiadka
- Dorota Kolak – recepcjonistka
- Zofia Merle – archiwistka
- Małgorzata Rożniatowska – pielęgniarka #1
- Ewa Telega-Domagalik – pielęgniarka #2

## Opis fabuły
Anna i Paweł są małżeństwem, świętują właśnie ósme urodziny swojego syna, Tomka. Pewnego dnia chłopiec ulega wypadkowi. W czasie badania krwi okazuje się, że Paweł nie jest ojcem dziecka. Załamana kobieta czuje, że mąż podejrzewa ją o zdradę, dlatego sama poddała się badaniu krwi. Okazało się, że ona także nie jest matką swojego dziecka. Podejrzewa, że dziecko zostało podmienione w szpitalu.